# 正安寺 (足立区)
正安寺（しょうあんじ）は、東京都足立区にある浄土宗の寺院。

## 歴史
1616年（元和2年）、縁誉満雪上人によって開山された。元々は浅草南元町（現・東京都台東区蔵前）に位置していたが、1636年（寛永13年）に浅草清島町（現・東京都台東区東上野）に移転した。1698年（元禄11年）の勅額火事で全焼したが、桂昌院の寄進により再建された。
1923年（大正12年）の関東大震災で焼失したため、現在地に移転した。
浅草時代の当寺には釈迦涅槃像が安置されており、安楽往生（ポックリ逝くこと）の仏様「ねはんさま」として親しまれていた。毎月15日が縁日であった。しかし関東大震災で破壊されてしまった。現在は顔の一部分のみが残り安置されている。今でもご利益に与りたいと訪れる人がいるという。
2006年（平成18年）より、古今亭志ん彌が中心となって落語会を開催している。

## 交通アクセス
- 竹ノ塚駅より徒歩13分（経路案内）。